# Інжир
Інжи́р, фі́гове де́рево, фі́га, смоківни́ця, смо́ква (Ficus carica) — субтропічна листопадна рослина роду фікус (Ficus).

## Ареал
Інжир поширений у країнах Середземномор'я та на Близькому Сході. У Середній Азії, на Кавказі і в Криму це дерево вирощують у відкритому ґрунті як цінну плодову культуру, що дає винні ягоди. Є свідчення про культивування в Полтавській, Дніпропетровській, Запорізькій, Сумській, Закарпатській та Івано-Франківській областях.

## Квітки та суцвіття
Квітки маленькі, одностатеві, з довгими стилодіями у маточкових квіток. Формули квіток: {\displaystyle \mathrm {\ast \;P^{Ca}\;_{(5)}\;A_{3({\underline {3}})}} } та {\displaystyle \mathrm {\ast \;P^{Ca}\;_{(5)}\;G_{({\underline {2}})}} }
Суцвіття за виглядом схожі на грушу з дірочкою на верхівці. Суцвіття — сиконій. Сиконії всередині порожнисті, а квітки сидять на їх внутрішніх стінках. У кожному суцвітті зав'язуються і чоловічі, і жіночі квітки. На одних деревах жіночі квітки не плодоносять, і рослина виходить чоловічою, на інших — чоловічі квітки перетворюються на лусочки, і такі особини функціонують як жіночі. Сиконії, які розвиваються на чоловічих деревах, називають капріфігами. Вони менші за розміром, ніж жіночі, і залишаються твердими, поки не впадуть.
У капріфігах відкладають яйця крихітні оси-бластофаги (Blastophaga psenes). Комахи, що завершили свій розвиток, вилазять із суцвіття, забруднені пилком, і летять до жіночих сиконіїв. Так відбувається запилення інжиру. Сучасні сорти нерідко обходяться без запилення, але розмножувати їх доводиться саджанцями і корінцями.

## Плоди

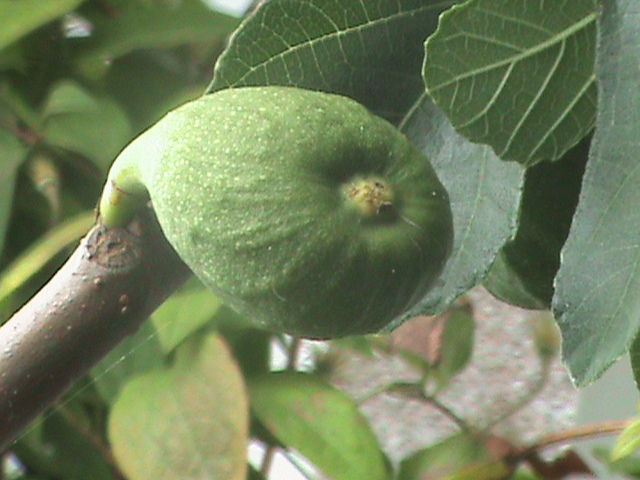
Плід інжиру

Супліддя інжиру покриті тонкою шкіркою з дрібними волосками. На верхівці супліддя розміщене вічко, прикрите лусочками. Супліддя інжиру мають дуже багату кольорову гаму — від жовтого до чорно-синього кольору. Все залежить від сорту. Проте частіше трапляються жовто-зелені супліддя. Формою вони скидаються на грушу, а розмірами — на волоський горіх або навіть удвічі більше. Нестиглі супліддя містять їдкий молочний сік, тому вони неїстівні. У супліддях є багато крихітних плодів — що за морфологічним типом є паракарпним горішком, на смак вони помірно солодкі. Свіжі плоди інжиру мають до 24 % цукру, а сушені — до 37 %. В них є також органічні кислоти, дубильні речовини, білки, жири.
Плоди інжиру їдять у свіжому, сушеному та консервованому вигляді. Зі свіжих плодів варять варення та джем.

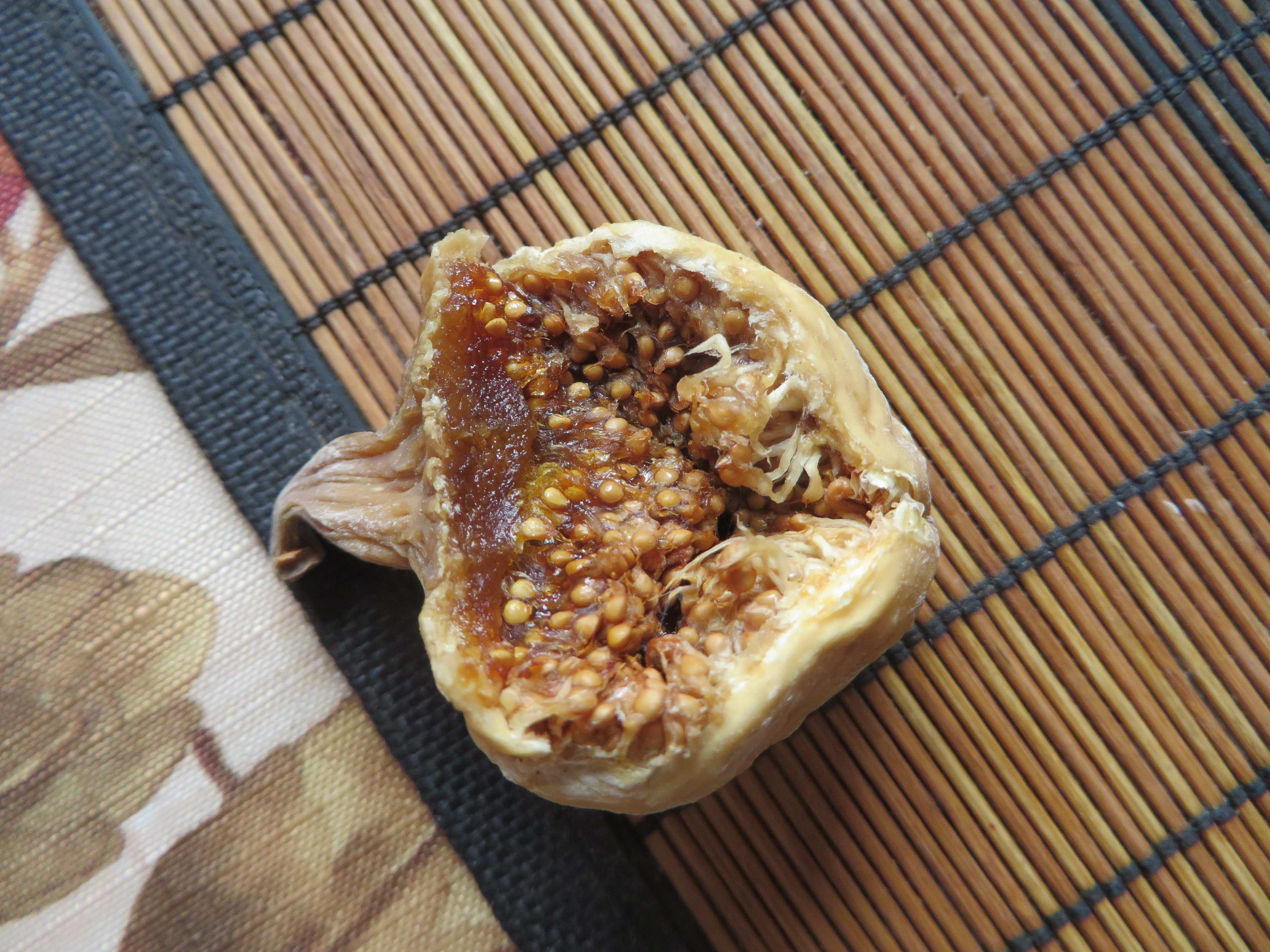
Сушений інжир
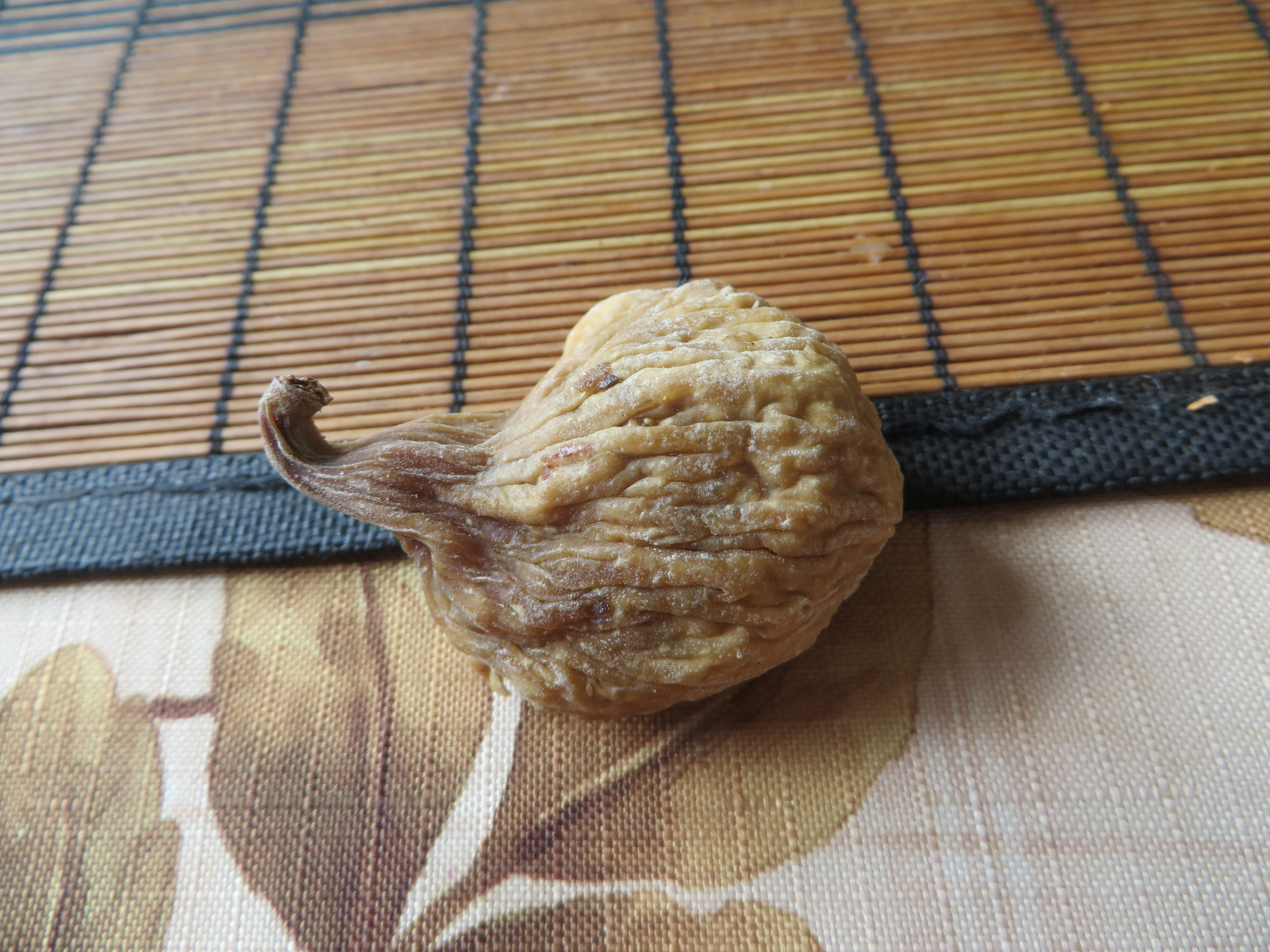
Сушений інжир

## Вирощування
У рослини великі лопатеві листки, що опадають на зиму. У кімнатній культурі вона здатна давати плоди, які частіше дозрівають у кінці літа або восени, іноді навесні. Інжир розмножують зимовими (без листя) і літніми (зеленими) живцями. Зимові живці зрізують з одно- чи дволітніх пагонів і садять рано навесні, до розпускання бруньок, у легку землю. Зелені саджанці садять у кінці весни — на початку літа в пісок і тримають до вкорінення у вологому середовищі під стаканом або іншим скляним укриттям. Улітку тримають на світлих підвіконнях при рясному поливанні, узимку — у прохолодному місці при вельми помірному поливанні, аби лише зовсім не пересохла земля. До трирічного віку щорічно навесні, до початку інтенсивного росту, пересаджують в дерново-перегнійний ґрунт. Дорослі рослини пересаджують через два-три роки в широкий посуд, у важчу землю.

## Шкідники
- Вогнівка інжирна

## Цікаве
У парфумерії використання аромату інжиру (плодів та листя) започаткувала французька парфумерка Олівія Джакобетті у парфумах Premier Figuier (L'Artisan Parfumeur) та Philosykos  (Diptyque).

## Див. також

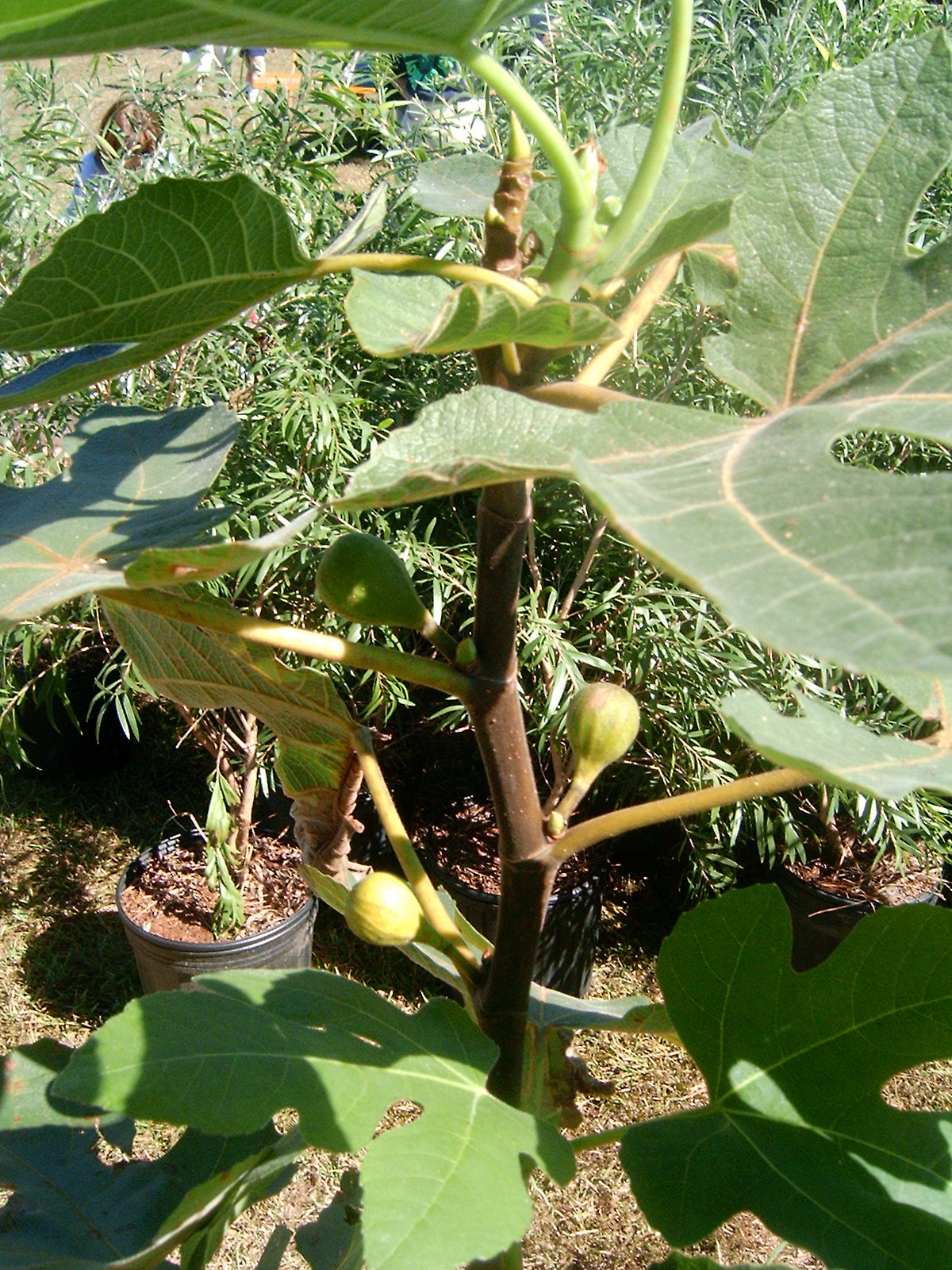
Зав'язь інжиру